# 패러사이트 이브
《패러사이트 이브》(영어: Parasite Eve, 일본어: パラサイト・イヴ)는 스퀘어가 제작하고 배급한 1998년 롤플레잉 비디오 게임이다. 세나 히데아키의 소설 《패러사이트 이브》를 원작으로 하여 제작되었다. 게임은 1997년을 배경으로 뉴욕시의 경찰인 아야 브레어(Aya Brea)가 인류를 파괴하려는 이브(Eve)를 저지하기 위해 행동하는 6일 동안을 다루고 있으며 플레이어는 롤플레잉 요소가 포함된 실시간 전투 시스템을 이용해 뉴욕을 배경으로 한 레벨을 탐험한다.
《패러사이트 이브》는 스퀘어의 첫 ESRB M 등급(청소년 이용불가) 게임이자 미국과 일본 합작 개발 게임으로 사카구치 히로노부가 프로듀서를, 토키타 타카시가 디렉터를 맡고 시모무라 요코가 음악을 작곡하였다.
소설 원작이 불러일으킨 일본 공포물에 대한 인기에 힘입어 영화화와 함께 두 편의 관련 만화가 제작되었다. 후속작으로 《패러사이트 이브 2》가 1999년에, 《더 서드 버스데이》(The 3rd Birthday)가 2010년에 출시되었으며 본편 또한 2010년에 플레이스테이션 네트워크를 통해 재발매되었다. 《패러사이트 이브》와 《패러사이트 이브 2》는 2010년까지 총 3백만 장 이상이 판매되었다.